# Timbangan (Padangsidimpuan Utara)
Timbangan is een bestuurslaag in het regentschap Padang Sidempuan van de provincie Noord-Sumatra, Indonesië. Timbangan telt 4693 inwoners (volkstelling 2010).